# East Is West (film, 1930)
Pour les articles homonymes, voir East Is West (homonymie).
Pour plus de détails, voir Fiche technique et Distribution.
East Is West, connu aussi sous le nom de Roman chinois, est un film dramatique américain réalisé durant la période de la  censure cinématographique par Monta Bell , sorti en 1930.
Le scénario est une adaptation de la pièce de théâtre éponyme à succès, écrite par le dramaturge Samuel Shipman. La pièce est restée à l'affiche à Broadway de décembre 1918 à août 1920, avec la comédienne Fay Bainter jouant le personnage principal de Ming Toy. Sorti le 23 octobre 1930 et produit par Universal, ce film est un remake du film muet éponyme, réalisé par Sidney Franklin en 1922. Le rôle principal est ici, tenu par l'actrice Lupe Velez et E. Alyn Warren interprète le rôle du chinois qu'il avait précédemment tenu dans le film muet,. Un film, en version espagnole, titré Oriente y Occidente sera réalisé, également dans les studios d'Universal, par George Melford simultanément à cette version anglaise, avec une autre distribution mais toujours avec Lupe Velez dans le rôle principal. East Is West a fait l'objet d'une édition en format DVD.

## Synopsis
En Chine, une jeune femme du nom de Ming Toy, est proche d'être vendue par son père aux enchères quand  Billy Benson, un jeune et élégant américain, arrivant de son pays natal dans l'espoir de trouver une chinoise à marier, surenchérit et la sauve de l'esclavage. Un de ses vieux amis, Lo Sang Kee, l’emmène à San Francisco mais finit par la vendre à Charlie Yong, le roi de Chinatown qui souhaite prendre Ming Toy pour femme. Devant le refus de la jeune femme, Benson, malgré plusieurs essais infructueux, réussit à l'enlever de force et décide alors de la prendre chez lui. Mais ses parents, horrifiés à la pensée de voir leur fils épouser une chinoise, la rejettent. Crainte vite effacée quand elle leur explique qu'elle est une femme blanche, qu'elle a été élevée par une famille chinoise lorsque ses parents, un couple de missionnaires, furent assassinés, expliquant alors sa proximité avec la culture et les mœurs chinoises dont elle est imprégnées. Les parents décident alors de bénir leur union.

## Fiche technique
- Titre : East Is West
- Réalisateur : Monta Bell
- Photographie : Jerome Ash
- Scénario : Tom Reed et Winifred Reeve d’après la pièce de théâtre éponyme de Samuel Shipman
- Photographie : Jerome Ash
- Montage : Fred Allen, Harry Marker
- Musique : Heinz Roemheld et Sam Perry (non crédité)
- Direction artistique : Herman Rosse
- Décors :
- Costumes : Eugene Joseff
- Son : C. Roy Hunter
- Producteurs : Carl Laemmle, Carl Laemmle Jr., Monta Bell et E. M. Asher
- Société de production : Universal Studios
- Société de distribution : Universal Studios
- Pays de production :  États-Unis
- Langue de tournage : Anglais américain
- Tournage :
- Format : Noir et blanc — 35 mm — 1,20:1 — Son : Mono (MovieTone)
- Métrage : 2 037 mètres (8 bobines)
- Genre : Film dramatique
- Durée : 75 minutes (1 h 15)
- Dates de sortie :
  - États-Unis : 23 octobre 1930
  - Suède : 14 mars 1931
  - Irlande : 29 mai 1931
  - Australie : 18 juillet 1931

## Distribution
- Lupe Velez : Ming Toy
- Lew Ayres : Billy Benson
- E. Alyn Warren : Lo Sang Kee
- Edward G. Robinson : Charley Yong
- Tetsu Komai : Hop Toy
- Nick De Ruiz : Chang Lee
- Mary Forbes : Mme Benson
- Henry Kolker : M. Benson

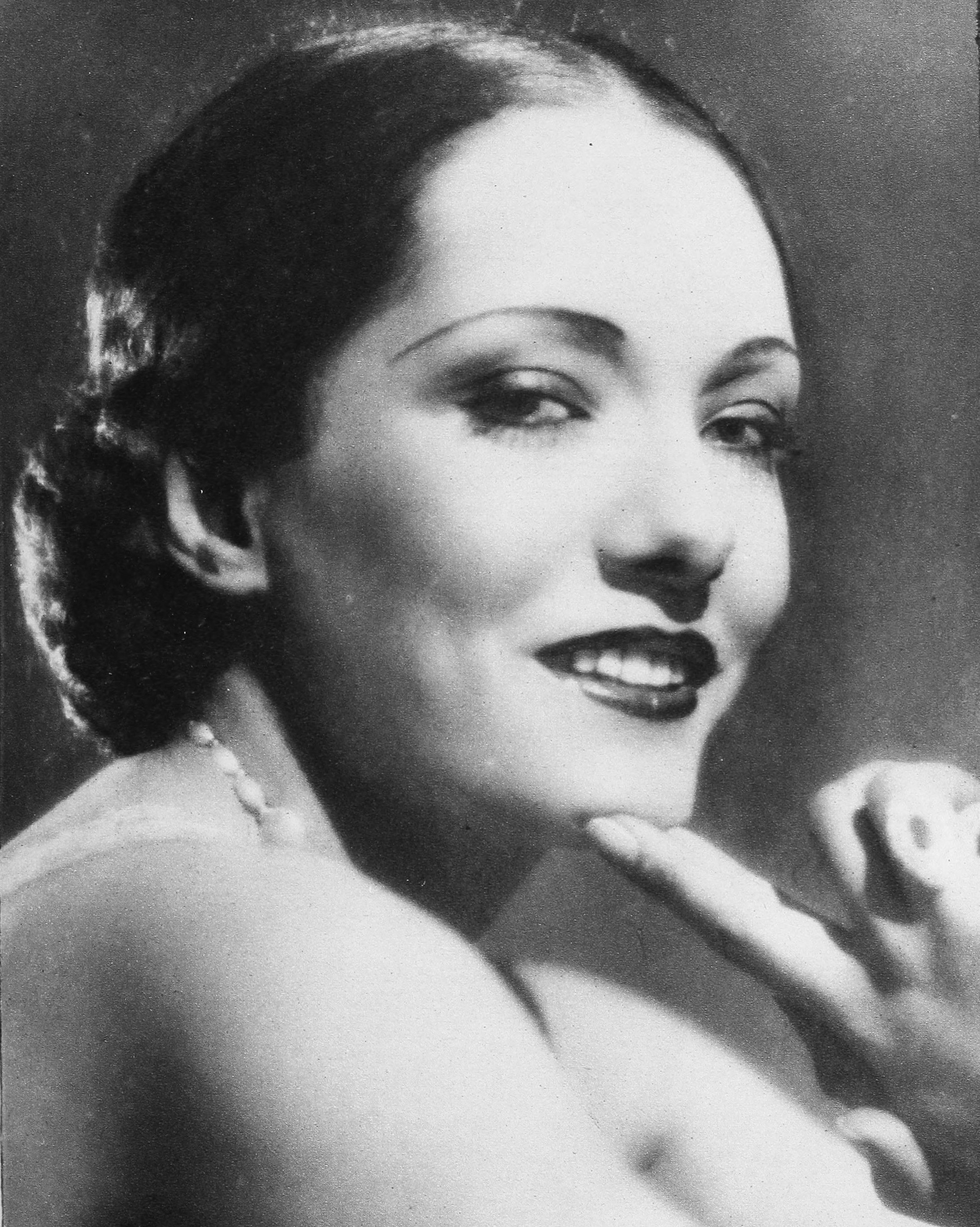
Lupe Velez

- Charles Middleton : Dr. Fredericks
- Jean Hersholt : homme

## Analyse du film
Les différents scénarios de cette pièce de théâtre abordent le questionnement social de l'assimilation de la population chinoise dans une société blanche américaine. Les problèmes sociaux-culturels et sociétaux de l'intégration de cette population d'émigrés étaient dans les États-Unis de cette époque, un questionnement clivant au sein de la société blanche. Quelle était la part de la Race ? Quelle était la part de la Culture dans les problèmes d'assimilation d'une population asiatique chinoise émigrée qui, a l'image de Chinatown, vivait de plus en plus en vase clos à côté de la société américaine ? Comment une personne de culture chinoise pouvait à terme devenir "Blanche" ?  Quels étaient les mécanismes conduisant à cette transformation ?  Comment une personne blanche ayant été élevée dans la culture chinoise pouvait-elle supporter de vivre dans une société "blanche" et raciste qui la déconsidérait socialement ? Quel était, entre la Culture et la Race, le concept interdisant toute assimilation, toute intégration ? Quels étaient les dangers de l'hybridation ? Telles étaient les questions sociétales structurantes de la société américaine. La majorité des films de la première partie de XXe siècle  étudiant ces problèmes tenteront de démontrer que, malgré tous les efforts, la Race semble être la barrière incontournable interdisant toute transformation, tout en laissant une ouverture à l'hybridation comme étant la voie possible. Il est intéressant de constater que le cinéma américain d'après-guerre avec Devine qui vient dîner ? interprété par Sidney Poitier, posera les mêmes interrogations, une quarantaine d'années plus tard, face aux revendications sociales et sociétales de la population noire américaine.
Le choix du nom de Toy de la famille chinoise - Jouet en français -  n'est pas anodin, et illustre bien ces destins ballottés par les différentes approches culturelles de l’Étranger, par les différentes politiques nationales. La Chine, matérialisée par la famille Toy, recueille l'enfant malgré sa couleur de peau et l’élève dans la culture nationale. Le père adoptif est vertes, contraint de vendre la jeune femme pour des raisons économiques, comme le veut la coutume. Alors que les États-Unis, représentés par les parents Benson, ne rejettent la jeune femme que sur la culture dont elle est issue et qui s'exprime par ses mœurs, sans même regarder sa couleur de peau. Le fils Benson semble être le seul point positif de cette œuvre, symbolisant à lui seul, parmi l’éventail des possibles, un horizon américain optimiste faisant fi de ces divergences culturelles et raciales. Comme un trait d'union entre deux époques, deux cultures et deux couleurs de peau, il semble baliser par son mariage, la seule voie porteuse d'un avenir commun et serein que devra prendre chaque américain : être, avant toute chose, à l'écoute de son cœur.